# 889-й ночной бомбардировочный авиационный полк
889-й ночной легко-бомбардировочный авиационный Новороссийский ордена Кутузова полк — авиационная воинская часть бомбардировочной авиации ВВС РККА в Великой Отечественной войне.

## История
Сформирован в ноябре 1941 года в городе Невинномысске как 654-й ночной легко-бомбардировочный авиационный полк в составе двух эскадрилий по 10 самолётов У-2 и самолёта командира полка. С 23 декабря 1941 года в составе ВВС 37-й армии полк принимал участие боях за Донбасс. Лётчики полка совершили 825 оперативно-боевых вылетов и 834 боевых вылета на бомбардировку войск противника в районе населенных пунктов Новоалександровка, Былбасовка, Карповка, Соболевка, железнодорожной станции Соль, Краматорская. 25 марта 1942 года при бомбардировке железнодорожной станции Краматорская был взорван склад с боеприпасами. За отличное выполнение заданий командования штурману эскадрильи старшему лейтенанту И. П. Чернобровкину объявлена благодарность командующего ВВС 9-й армии.
23 мая 1942 года полк был переформирован в 889-й армейский смешанный авиационный полк в составе эскадрильи истребителей И-153 (8 самолетов) и эскадрильи У-2 (10 самолетов). В составе 218-й ночной авиационной дивизии 4-й воздушной армии участвовал в битве за Кавказ, освобождении Ставрополя и в боях на Кубани.

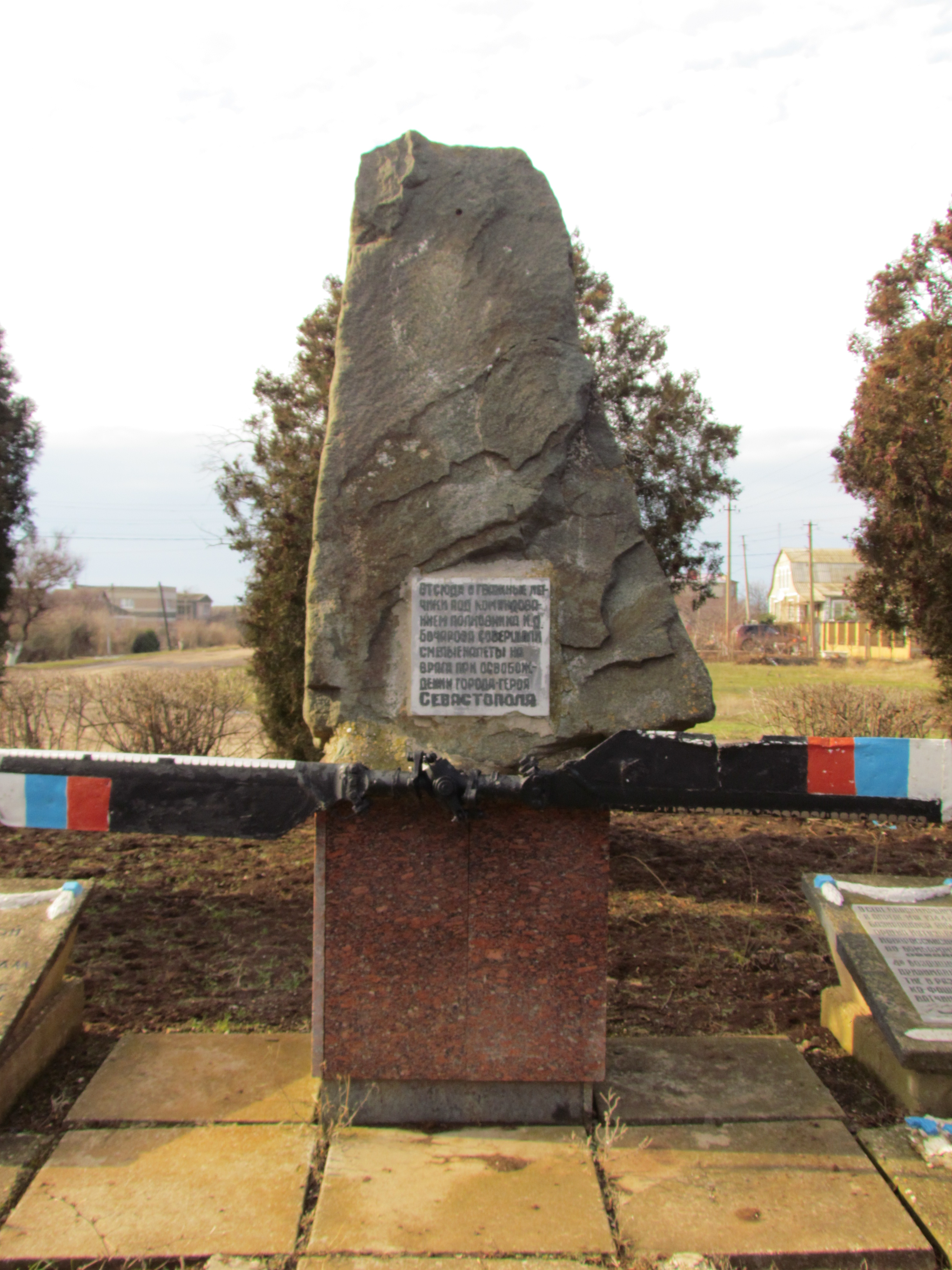
Памятный знак на месте базирования 889-го Новороссийского ночного легкобомбардировочного авиационного полка, Владимировка, Крым,

В сентябре 1942 года полк переформирован в 889-й ночной бомбардировочный авиационный полк в составе двух эскадрилий бомбардировщиков У-2 и звена управления. В декабре 1942 года в состав полка вошла 3-я эскадрилья бомбардировщиков У-2 из расформированного 656-го ночного легко-бомбардировочного авиационного полка.
В сентябре 1943 года полк в составе 132-й бомбардировочной авиационной дивизии участвовал в боях за Новороссийск и Тамань. Во время боев за Новороссийск лётчики полка совершили 410 боевых вылетов на бомбардировку техники и живой силы противника. За отличия в боях за освобождение города Новороссийск полку присвоено почетное наименование Новороссийский.

«Непосредственно перед высадкой ночники подвергли бомбардировке узлы управления и связи противника в предместье Кирилловки. Возникшие пожары осветили объекты порта Новороссийск и послужили ориентирами для подходящих торпедных катеров и судов с десантом. Бомбардировщики шли на город непрерывным потоком и, ориентируясь по вспышкам выстрелов и разрывам снарядов, подавляли огонь артиллерии. Особенно отличились в эту ночь летчики легкомоторного полка К. Д. Бочарова. Боевое напряжение было настолько высоким, что на каждый самолет приходилось по семь-восемь полетов. Можно твердо сказать, что именно ПО-2 обеспечили высадку морского десанта.»— Вершинин К. А. Четвертая воздушная. — М.: Воениздат, 1975
В октябре 1943 года в составе полка сформирована 4-я эскадрилья бомбардировщиков У-2. Полк участвовал в освобождении Керчи.

«В период высадки десанта на Керченском полуострове в районе Эльтиген 889-й Новороссийский НЛБАП вполне справился с задачей подавления огневых средств противника и обеспечил высадку войск 18-й армии в указанном районе»— Командующий 18-й армией генерал-лейтенант К. Н. Леселидзе
Во время боев за освобождение Севастополя лётчики полка бомбардировали отступающие войска противника в районе мыса Херсонес, в бухте Казачья. С 27 апреля по 22 мая 1944 года 889-й авиаполк базировался на аэродроме в селе Владимировка Сакского района.
В составе 325-й ночной бомбардировочной авиационной дивизии полк участвовал в битве за Белоруссию, освобождении Польши, взятии Гдыни и Данцига и боях в Восточной Пруссии и Восточной Померании. В мае 1945 года за образцовое выполнение заданий при взятии военно-морской базы города Гдыня полк был награждён орденом Кутузова III степени.
Во время Великой Отечественной войны лётчики полка совершили 21 216 боевых вылетов.
После окончания военных действий полк был преобразован в 889-й штурмовой авиационный Новороссийский ордена Кутузова полк. В октябре 1945 года расформирован в городе Ржев.

## Награды
| Награда (наименование)                 | Дата награждения                                           | За что получена |
| -------------------------------------- | ---------------------------------------------------------- | --- |
| Почётное наименование «Новороссийский» | Приказ ВГК № 13 от 16 сентября 1943 года                   | за отличия в боях за освобождение Новороссийска. |
| Орден Кутузова III степени             | Указ Президиума Верховного Совета СССР от 17 мая 1945 года | За образцовое выполнение заданий командования в боях с немецкими захватчиками при овладении городом и военно-морской базой Гдыня и проявленные при этом доблесть и мужество |

## Благодарности Верховного Главнокомандующего
В составе 325-й ночной бомбардировочной авиадивизии воинам полка объявлены благодарности Верховного Главнокомандующего:
- За отличие в боях при прорыве обороны немцев на Могилевском направлении и форсирование реки Проня западнее города Мстиславль, при занятии районного центра Могилевской области — города Чаусы и освобождении более 200 других населенных пунктов, среди которых Черневка, Ждановичи, Хоньковичи, Будино, Васьковичи, Темривичи и Бординичи[2].
- За отличие в боях при овладении штурмом овладели крупным областным центром Белоруссии городом Могилёв — оперативно важным узлом обороны немцев на минском направлении, а также овладении с боями городов Шклов и Быхов[3].
- За отличие в боях при овладении городом и крупным промышленным центром Белосток — важным железнодорожным узлом и мощным укрепленным районом обороны немцев, прикрывающим пути к Варшаве[4].
- За отличие в боях при овладении штурмом городом и крепостью Осовец — мощным укрепленным районом обороны немцев на реке Бобр, прикрывающим подступы к границам Восточной Пруссия[5].
- За отличие в боях при овладении городом и крепостью Ломжа — важным опорным пунктом обороны немцев на реке Нарев[6].
- За отличие в боях при овладении штурмом города Пшасныш (Прасныш), городом и крепостью Модлин (Новогеоргиевск) — важными узлами коммуникаций и опорными пунктами обороны немцев, а также при занятии с боями более 1000 других населенных пунктов[7].
- За отличие в боях при овладении городами Млава и Дзялдов (Зольдау) — важными узлами коммуникаций и опорными пунктами обороны немцев на подступах к южной границе Восточной Пруссии и городом Плоньск — крупным узлом коммуникаций и опорным пунктом обороны немцев на правом берегу Вислы[8].
- За отличие в боях при выходе на побережье Балтийского моря и при овладении городом Кёзлин — важным узлом коммуникаций и мощным опорным пунктом обороны немцев на путях из Данцига в Штеттин, отсечение войск противника в Восточной Померании от его войск в Западной Померании[9].
- За отличие в боях при овладении городом и крепостью Грудзёндз (Грауденц) — мощным узлом обороны немцев на нижнем течении реки Висла[10].
- За отличие в боях при овладении городами Гнев (Меве) и Старогард (Прейсиш Старгард) — важными опорными пунктами обороны немцев на подступах к Данцигу[11].
- За отличие в боях при овладении городом Штольп — важным узлом железных и шоссейных дорог и мощным опорным пунктом обороны немцев в Северной Померании[12].
- За отличие в боях при овладении городом и военно-морской базой Гдыня — важной военно-морской базой и крупным портом на Балтийском море[13].
- За отличие в боях при овладении городом и крепостью Гданьск (Данциг) — важнейшим портом и первоклассной военно-морской базой немцев на Балтийском море[14].
- За отличие в боях при овладении главным городом Померании и крупным морским портом Штеттин, а также занятии городов Гартц, Пенкун, Казеков, Шведт[15].
- За отличие в боях при овладении городами Грайфсвальд, Трептов, Нойштрелитц, Фюрстенберг, Гранзее — важными узлами дорог в северо-западной части Померании и в Мекленбурге[16].
- За отличие в боях при овладении городами Штральзунд, Гриммен, Деммин, Мальхин, Варен, Везенберг — важными узлами дорог и сильными опорными пунктами обороны немцев[17].
- За отличие в боях при овладении городом Росток и Варнемюнде[18].
- За отличие в боях при разгроме берлинской группы немецких войск овладением столицы Германии городом Берлин — центром немецкого империализма и очагом немецкой агрессии[19].
- За отличие в боях при овладении городами Барт, Бад-Доберан, Нойбуков, Барин, Виттенберге и соединении 3 мая с союзными английскими войсками на линии Висмар, Виттенберге[20].
- За отличие в боях при овладении портом и военно-морской базой Свинемюнде — крупным портом и военно-морской базой немцев на Балтийском море[21].
- За отличие в боях при форсировании пролива Штральзундерфарвассер и овладении островом Рюген[22].

## Командир полка
капитан, майор Константин Дмитриевич Бочаров

## Управление полка
- Заместитель командира полка:
  -  майор Тюленев Василий Фёдорович (июнь 1943 г. — июль 1944 г., назначен командиром 213-го отд. санитарного авиаполка)
  -  майор Рамошин Андрей Алексеевич (с июля 1944 г. до конца войны)
- Комиссар полка, заместитель командира полка по политической части:
  -  батальонный комиссар, майор Николай Тимофеевич Савенков
  - Парторг полка:
    -  капитан Ковальчук Василий Иосифович (с августа 1944 г.)

  - Комсорг полка:
    -  старшина Рогачевский Моисей Абрамович
- Помощник командира полка по воздушно-стрелковой службе:
  -  майор Шурыгин Пётр Гаврилович (с декабря 1942 г.).
- Штурман полка:
  -  майор Доленко Александр Петрович (декабрь 1942 г. — июнь 1944 г., назначен штурманом 325-й ночной бомбардировочной авиадивизии)
  -  капитан Колесников Савелий Максимович
- Начальник химической службы полка:
  -  лейтенант Пальваль Алексей Фомич
  -  старший лейтенант Лысов Виктор Фёдорович (с сентября 1944 г.)

## Штаб полка
- Начальник штаба полка:
  - капитан Гаврилов
  -  майор Волков Пётр Савельевич (с июня 1942 г. до конца войны)
- Заместитель начальника штаба полка по оперативно-разведывательной части:
  - капитан Волков Пётр Савельевич (ноябрь 1941 г. — июнь 1942 г.)
  - капитан Кальянов Иван Васильевич (врио июнь — август 1942 г.)
  -  капитан Кривошей Андрей Васильевич (с марта 1944 г.)
- Помощник начальника штаба полка по связи:
  -  капитан Кальянов Иван Васильевич (с мая 1942 г. до конца войны)
- Помощник начальника штаба полка по спецсвязи:
  -  старший лейтенант административной службы Звонарев Николай Михайлович
- Начальник отделения строевого и кадров:
  -  старший лейтенант Подпальный Пётр Николаевич

## Инженерная служба полка
- Старший инженер полка:
  -  воентехник 1-го ранга, старший техник-лейтенант, капитан авиационно-технической службы Эпов Евграф Николаевич (с ноября 1941 г. до конца войны)
- Заместитель старшего инженера полка по электро-спецоборудованию:
  -  инженер-капитан Поляков Василий Павлович (с марта 1944 г.)
- Заместитель старшего инженера по вооружению:
  -  старший техник-лейтенант Ереминский Владимир Павлович (с августа 1942 г. до конца войны)

## Медицинская служба полка
Старший врач:
- военврач 3-го ранга Бабийчук, Александр Николаевич (1941 — март 1942 г.)
- капитан медицинской службы Рударман Адольф Тимофеевич

## Наиболее отличившиеся лётчики и штурманы полка
| Награды | Ф.И.О.                            | Должность                  | Звание            | Примечания                                                                         |
| ------- | --------------------------------- | -------------------------- | ----------------- | ---------------------------------------------------------------------------------- |
|         | Артамонов Владимир Петрович       | Командир звена             | Лейтенант         | 640 боевых вылетов                                                                 |
|         | Бабенко Василий Васильевич        | Зам. командира эскадрильи  | Старший лейтенант | Более 653 боевых вылетов                                                           |
|         | Баракин Николай Иванович          | Командир эскадрильи        | Капитан           | Более 505 боевых вылетов                                                           |
|         | Брекотнин Дмитрий Тимофеевич      | Старший лётчик             | Лейтенант         | 437 боевых вылетов                                                                 |
|         | Гладун Михаил Тимофеевич          | Штурман звена              | Старший лейтенант | 616 боевых вылетов                                                                 |
|         | Гревцов Антон Иванович            | Штурман эскадрильи         | Лейтенант         | 575 боевых вылетов в составе 656 НБАП, 762 САП и 889 НБАП                          |
|         | Доленко Александр Петрович        | Штурман полка              | Майор             | Участник советско-финской войны. 445 боевых вылетов                                |
|         | Зезюлькин Иван Михайлович         | Командир эскадрильи        | Майор             | Участник советско-финской войны. 616 боевых вылетов                                |
|         | Козлов Николай Иванович           | Штурман звена              | Старший лейтенант | 850 боевых вылетов                                                                 |
|         | Колесников Савелий Максимович     | Штурман полка              | Капитан           | Более 460 боевых вылетов                                                           |
|         | Кормушкин Евгений Петрович        | Штурман звена              | Лейтенант         | 631 боевой вылет в составе 889 и 634 НЛБАП                                         |
|         | Ленев Иван Петрович               | Зам. командира эскадрильи  | Капитан           | Более 625 боевых вылетов. Погиб при выполнении боевого задания 18 апреля 1945 года |
|         | Львов Борис Леонидович            | Штурман звена              | Лейтенант         | 542 боевых вылетов                                                                 |
|         | Маймур Фёдор Никитович            | Старший лётчик             | Младший лейтенант | 435 боевых вылетов                                                                 |
|         | Максимов Фёдор Сергеевич          | Старший лётчик             | Лейтенант         | Более 420 боевых вылетов                                                           |
|         | Матвеев Николай Александрович     | Лётчик                     | Младший лейтенант | Более 500 боевых вылетов                                                           |
|         | Мацепа Никифор Тихонович          | Зам. командира эскадрильи  | Старший лейтенант | 830 боевых вылетов на ПО-2 и 8 боевых вылетов на И-153                             |
|         | Мовчан Александр Васильевич       | Командир звена             | Старший лейтенант | 629 боевых вылетов                                                                 |
|         | Невзоров Виктор Иванович          | Старший лётчик             | Лейтенант         | 404 боевых вылета                                                                  |
|         | Никонов Александр Фёдорович       | Штурман экипажа            | Младший лейтенант | 390 боевых вылетов                                                                 |
|         | Пляц Михаил Степанович            | Штурман звена              | Старший лейтенант | 620 боевых вылетов                                                                 |
|         | Пржегалинский Валентин Гаврилович | Командир звена             | Лейтенант         | 664 боевых вылетов                                                                 |
|         | Резван Дмитрий Матвеевич          | Штурман звена              | Старший лейтенант | 629 боевых вылетов                                                                 |
|         | Родин Фёдор Фёдорович             | Командир звена             | Старший лейтенант | 792 боевых вылета                                                                  |
|         | Самоходкин Николай Иванович       | Штурман звена              | Лейтенант         | 574 боевых вылета                                                                  |
|         | Седин Фёдор Иванович              | Командир звена             | Лейтенант         | 450 боевых вылетов в составе 634 и 889 НБАП                                        |
|         | Семиреченский Игорь Иванович      | Командир звена             | Старший лейтенант | 453 боевых вылета                                                                  |
|         | Сухоруков Олег Александрович      | Старший лётчик             | Лейтенант         | 559 боевых вылетов                                                                 |
|         | Сушма Николай Арсентьевич         | Штурман экипажа            | Младший лейтенант | 430 боевых вылетов                                                                 |
|         | Тарасенков Иван Степанович        | Штурман эскадрильи         | Капитан           | 678 боевых вылетов                                                                 |
|         | Токарев Иван Максимович           | Штурман звена              | Старший лейтенант | Более 387 боевых вылетов.                                                          |
|         | Фесенко Иван Фомич                | Штурман эскадрильи         | Капитан           | Более 517 боевых вылетов в составе 650 и 889 НЛБАП                                 |
|         | Чагайда Николай Александрович     | Командир эскадрильи        | Капитан           | 488 боевых вылетов                                                                 |
|         | Чернобровкин Иван Павлович        | Штурман эскадрильи         | Капитан           | 515 боевых вылетов                                                                 |
|         | Шаблин Александр Михайлович       | Начальник связи эскадрильи | Старший лейтенант | 671 вылет в составе 889 и 16 НБАП                                                  |
|         | Шевырёв Фёдор Захарович           | Штурман звена              | Старший лейтенант | 515 боевых вылетов                                                                 |
|         | Шелест Валерий Степанович         | Штурман звена              | Старший лейтенант | Более 600 боевых вылетов                                                           |
|         | Яраков Александр Дмитриевич       | Штурман звена              | Старший лейтенант | 847 боевых вылетов в составе 656, 889, 644 НЛБАП                                   |
|         | Яремчук Павел Акимович            | Начальник связи эскадрильи | Старший лейтенант | 618 боевых вылетов в составе 656 и 889 НЛБАП                                       |